# Yelden
Yelden eller Yielding är en by i civil parish Melchbourne and Yielden, i kommunen Borough of Bedford i grevskapet Bedfordshire i England. Byn är belägen 17 km från Bedford. Yelden var en civil parish fram till 1934 när blev den en del av Melchbourne and Yelden. Civil parish hade 150 invånare år 1931. Byn nämndes i Domedagsboken (Domesday Book) år 1086, och kallades då Giveldene.